# Курьявож
Курьявож (устар. Куртья-Вож) — река в России, протекает по Усть-Куломскому району Республики Коми, и Гайнском районе Пермского края. Правый приток реки Весляна. Длина реки составляет 17 км.

## Течение
Берёт начало в болотистой местности вблизи юго-западной границы Усть-Куломского района, западнее болота Горикуш, примерно в 15 км юге-восточнее села Нюмыд. Протекает по лесной болотистой местности, в основном в юго-восточном направлении. Впадает в Весляну справа на высоте 176 м над уровнем моря, в 243 км от устья. Населённых пунктов на реке нет.

## Данные водного реестра
По данным государственного водного реестра России относится к Камскому бассейновому округу, водохозяйственный участок реки — Кама от истока до водомерного поста у села Бондюг, речной подбассейн реки — бассейны притоков Камы до впадения Белой. Речной бассейн реки — Кама.
Код объекта в государственном водном реестре — 10010100112111100001464.